# Cal Baró (Lleida)
Cal Baró és una obra noucentista de Lleida protegida com a Bé Cultural d'Interès Local.

## Descripció
Habitatge entre mitgeres en xanfrà, de planta baixa i quatre pisos, amb una façana molt foradada, on les obertures comten amb llinda motllurada i lleugerament en esqueixada. S'afegeix un joc de tribunes remarcant la cantonada i l'accés principal.
El parament és de totxo arrebossat i les cornises són fetes amb pedra artificial. Les fusteries són originals i de disseny modernista.